# Петрович, Зоран (черногорский футболист)
Зоран Петрович (черног. Зоран Петровић / Zoran Petrović; род. 14 июля 1997) — черногорский футболист, нападающий клуба «Согдиана» из Джизака.

## Карьера
В основном составе «Младости» дебютировал 8 марта 2015 года в матче против «Могрена». Зоран вышел на поле на 78-й минуте встречи вместо Миройе Йовановича, забившего в том поединке два гола. В сезоне 2014/15 сыграл в основном составе лишь 2 матча. Выступал преимущественно в молодёжном первенстве.
В следующем сезоне Петрович сыграл в 18 матчах из 33. 9 марта 2016 года Зоран отметился голом в ворота «Искры», которая проиграла «Младости» с разгромным счётом 0:5. Летом 2016 года сыграл в 2 матчах лиги чемпионов УЕФА.
Выступал за сборные до 17 и до 19 лет в отборочных турнирах чемпионатов Европы.

## Достижения
- Чемпион Черногории: 2015/16
- Обладатель Кубка Черногории: 2014/15
- Финалист Кубка Черногории: 2013/14